# سفارة المملكة المتحدة في المكسيك
سفارة المملكة المتحدة في المكسيك هي أرفع تمثيل دبلوماسي لدولة المملكة المتحدة لدى المكسيك. تقع السفارة في Colonia Cuauhtémoc, Mexico City ‏ وهي تهدف لتعزيز المصالح البريطانية في المكسيك.

## وصلات خارجية
- الموقع الرسمي
- قائمة سفارات المملكة المتحدة
- قائمة السفارات في المكسيك